# Woman Like Me
Singles de Little Mix
Only You
(2018) Think About Us
(2019)
Singles par Nicki Minaj
Idol
(2018) Dip
(2018)
Woman Like Me est une chanson du girl group britannique Little Mix en featuring avec la rappeuse américaine Nicki Minaj. Sorti le 12 octobre 2018 sous le label Syco Music, le titre est le premier single officiel du cinquième album studio du groupe intitulé LM5.
En moins de 24 heures, Woman Like Me atteint la première place du classement des titres les plus téléchargés sur ITunes dans le monde. Little Mix devient le premier et seul girl group à accomplir cet exploit. Le titre atteint notamment la deuxième place au classement musical du Royaume-Uni et s'y écoule à 600 000 copies. Le titre est récompensé lors des Brit Awards et des Global Awards en 2019,.

## Développement et sortie
Woman Like Me a été écrite par Jess Glynne, Ed Sheeran, Nicki Minaj et Steve Mac, et Glynne a enregistré une version de la chanson en solo pour son futur album Always in Between. La version fait surface sur Internet fin octobre. Après un changement dans le processus de production, la chanson est retirée de l'album de Glynne et proposée à Little Mix, qui l'accepte. Sheeran et le groupe sont « allés en studio et ont affiné quelques parties, et ont rendu la chanson plus personnelle », se souviennent-elles. Phill Tan a mixé la chanson, et Randy Merill l'a masterisé. Elle sort plus tard à minuit sur la plateforme de streaming Spotify.
En octobre 2018, la rappeuse Cardi B affirme dans une publication Instagram que le groupe l'avait initialement approché pour collaborer sur la chanson et qu'elle avait refusé, travaillant sur d'autres chansons. Little Mix aurait alors décidé de se tourner vers Minaj, et Cardi aurait par conséquent « aidé » Minaj à obtenir cette collaboration. Little Mix a clarifié la situation dans une autre publication Instagram : « Nous voulons juste mettre les choses au clair... Nicki a été approchée en premier. (...) Nous avons toujours voulu la reine ». Dans un tweet, elles précisent que les deux rappeuses avaient effectivement été approchées par le label, mais qu'elles avaient choisi Minaj car « travailler avec elle a été un de nos rêves depuis le début ».

## Clip vidéo

### Développement
Le groupe filme le clip vidéo pour Woman Like Me en septembre 2018. Le tournage a lieu Knebworth House dans le Hertfordshire en Angleterre. Leigh-Anne Pinnock affirme qu'il s'agit de « l'une des meilleures vidéos que l'on ait pu tourner. Ce que j'aime particulièrement c'est que l'on est en groupe durant la majeure partie de la vidéo. On a quasiment pas de solos. On a jamais fait ça auparavant. Quand on est toutes ensemble et qu'on est un groupe, c'est là qu'est notre force ». Le clip, réalisé par Marc Klasfeld, est publié sur Vevo le 25 octobre 2018.

### Synopsis
La vidéo ouvre sur les quatre femmes (Pinnock, Edwards, Nelson et Thirlwall) à l'arrière d'un van qui se dirige vers un bâtiment ressemblant à un château, qui semble être un pensionnat où l'on apprend les bonnes manières et comment devenir une parfaite femme d'intérieur. On les observe notamment exercer leur démarche, balançant un livre sur leur tête, comment se tenir correctement dans les jardins de l'établissement et comment manger élégamment. La vidéo continue avec des scènes entrecoupées de chacune des femmes effectuant une activité stéréotype liée au sexe féminin : Edwards fait le repassage, Thirlwall sert le thé, Nelson réalise un bouquet de fleurs et Pinnock passe l'aspirateur. On les voit ensuite placées sur une balance, vêtue de robes et d'autres tenues. Durant le refrain, elles dansent sur des chaises dans une salle de bal. Lorsque le couplet de Minaj débute, la caméra se tourne vers un portrait de style victorien de la rappeuse qui bouge et se métamorphose au fil de la chanson, ce qui fait écho aux paroles : « Je suis un caméléon ». À la fin du couplet, les femmes dansent sur le van qui les a amenées. On les voit ensuite manger et se comporter de manière "peu distinguée", dénigrant les tâches qu'elles réalisaient auparavant. La vidéo se termine sur une image des quatre femmes ensemble.

### Accueil
Le clip vidéo reçoit un accueil critique favorable, notamment pour le message d'émancipation qu'il véhicule. « Les chanteuses britanniques cassent les codes de la convenance » écrit Marie Piat de Pure Break, et délivrent par la même occasion un message féministe « efficace » selon Christophe Segard de Aficia. Minaj y fait « une apparition très remarquée » affirme Emmanuel Perrin de Gentside.
Le clip remporte le titre de meilleure vidéo britannique de l'année lors des Brit Awards 2019. En mai 2019, Woman Like Me a été visionné plus de 182 millions de fois sur YouTube.

## Performances

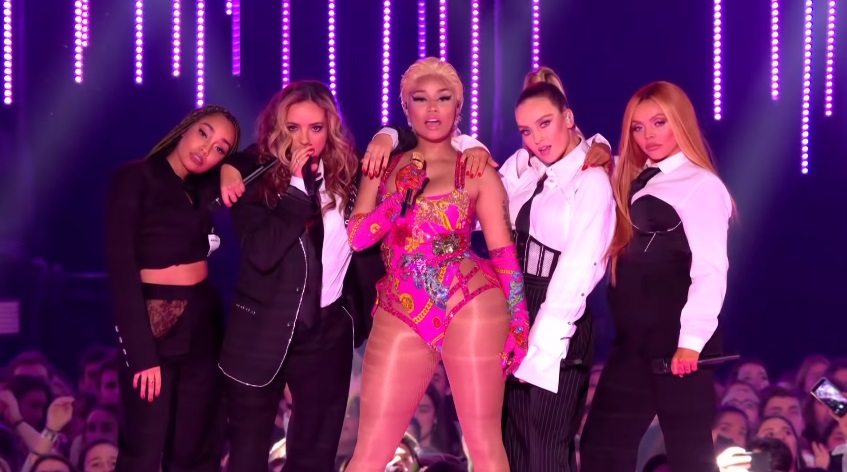
Little Mix et Nicki Minaj à Bilbao lors des MTV Europe Music Awards 2018.

Little Mix interprète Woman Like Me en direct pour la première fois le 21 octobre 2018 lors des BBC Radio 1's Teen Awards, ainsi que trois autres titres : Shout Out To My Ex, Touch et Only You. Elles l'interprètent à nouveau la semaine suivante sur le plateau de l'émission X Factor.
La première performance en compagnie de Nicki Minaj a lieu lors des MTV Europe Music Awards 2018 à Bilbao. Le groupe interprète le titre lors de la cérémonie des Brit Awards le 20 février 2019, en compagnie de la rappeuse britannique Ms Banks qui remplace Minaj tout en y apportant un couplet modifié 

## Classements mondiaux

### Classements hebdomadaires
| Classement (2018)                            | Meilleure position |
| -------------------------------------------- | ------------------ |
| Allemagne (Media Control AG)                 | 53                 |
| Australie (ARIA)                             | 23                 |
| Autriche (Ö3 Austria Top 40)                 | 33                 |
| Belgique (Flandre Ultratop 50 Singles)       | 23                 |
| Belgique (Wallonie Ultratop 50 Singles)      | 2                  |
| Croatie (HRT)                                | 28                 |
| Canada (Hot 100)                             | 60                 |
| Écosse (OCC)                                 | 2                  |
| Espagne (Top 50 Digital/Physique PROMUSICAE) | 12                 |
| États-Unis (Bubbling Under Hot 100)          | 4                  |
| Finlande (Suomen virallinen lista)           | 2                  |
| Grèce (IFPI)                                 | 7                  |
| Hongrie (Top 40 Singles Mahasz)              | 23                 |
| Hongrie (Top 40 Streaming Mahasz)            | 16                 |
| Irlande (IRMA)                               | 3                  |
| Israël (Media Forest)                        | 1                  |
| Italie (FIMI)                                | 79                 |
| Japon (Hot 100)                              | 87                 |
| Japon (Hot Overseas Billboard)               | 6                  |
| Lettonie (Top 40)                            | 9                  |
| Liban (Top 20)                               | 6                  |
| Norvège (VG-lista)                           | 32                 |
| Nouvelle-Zélande (RMNZ)                      | 23                 |
| Pays-Bas (Single Top 100)                    | 27                 |
| Pays-Bas (Nederlandse Top 40)                | 27                 |
| Portugal (AFP)                               | 28                 |
| Tchéquie (IFPI Rádio)                        | 29                 |
| Roumanie (Airplay 100)                       | 11                 |
| Royaume-Uni (UK Singles Chart)               | 2                  |
| Singapour (RIAS)                             | 13                 |
| Slovaquie (IFPI Rádio)                       | 19                 |
| Sri Lanka (Yes FM)                           | 26                 |
| Suède (Sverigetopplistan)                    | 65                 |
| Suisse (Schweizer Hitparade)                 | 31                 |

### Classements de fin d'année
| Classement (2018)                     | Meilleure position |
| ------------------------------------- | ------------------ |
| Belgique (Flandre Ultratop 100 Urban) | 47                 |
| Roumanie (Airplay 100)                | 53                 |

## Certifications
| Pays               | Certification | Ventes  |
| ------------------ | ------------- | ------- |
| Australie          | Platine       | 70 000  |
| Brésil             | Diamant       | 160 000 |
| Canada             | Or            | 40 000  |
| Mexique (AMPROFON) | Or            | 30 000  |
| Pologne            | Platine       | 20 000  |
| Royaume-Uni        | Platine       | 600 000 |